# 神戸華僑歴史博物館
神戸華僑歴史博物館（こうべかきょうれきしはくぶつかん、（The）Kobe Overseas Chinese History Museum）は、1979年に創設された、兵庫県神戸市中央区海岸通にある、私立の人文科学系博物館である。1980年、兵庫県・神戸新聞社より「ひょうご文化100選」に定められた。

## 概要
神戸華僑の陳徳仁（当時、神戸中華総商会会長）が、1979年10月23日、神戸中華総商会ビル（KCCビル）が落成したときと同時に、同ビル内に神戸華僑歴史博物館を創設した。
現在、神戸中華総商会から委嘱された、神戸華僑歴史博物館発展基金会（2006年8月23日に発足）が経営を担っている。そして、発展基金会から委嘱された、神戸華僑歴史博物館館長と運営委員（神戸華僑華人、阪神間の華僑華人研究者などで構成）が日常の事務を担っている。
博物館はKCCビル内2階に展示ホールを設けている。展示内容は、華僑華人・留学生を軸に据えた神戸と中国大陸・台湾・朝鮮半島との関係、神戸での華僑華人コミュニティーや華僑華人街（南京町）の発展の経緯などであり、国内外政治経済の主義・主張に偏らないように配慮されている。展示物のなかには、神戸華僑と関わりの深かった孫文や梁啓超の直筆の書、神戸出身の作家陳舜臣の直筆の原稿などもある。
また、KCCビル内10階に資料室・研究室を設けている。資料室・研究室では、神戸華僑華人研究会会員や神阪京華僑口述記録研究会会員などが、神戸華僑華人に関する刊行物、神戸華僑華人の写真／写真帳、それらと関わりのある日記・日誌・手紙・映像フィルムなどの収集、保存、調査・整理、公開・研究をおこなっている。
2007年4月22日、神阪京華僑口述記録研究会を発足させた。同研究会は、関西在住の華僑華人の口述内容を記録し、彼・彼女たちの生活史として研究することを目的としている。
現在、兵庫県博物館協会、全国歴史民俗系博物館協議会に加入している。

## 館の刊行物
- 孫文研究会編『孫中山記念館展示準備資料・文献目録』神戸華僑歴史博物館・孫文研究会、1984年11月（→注釈：陳徳仁初代館長は、孫文や辛亥革命に関する自らの収蔵物の一部を、孫中山記念館（現、孫文記念館（移情閣））に寄贈した。）
- 王柏林・久保純太郎・蔣海波・安井三吉編『「王敬祥関係文書」目録・翻刻』神戸大学附属図書館・学内研究成果電子化事業報告書、2004年1月（→注釈：2002年10月～2004年2月、神戸大学附属図書館デジタルアーカイブ（下記）と神戸大学国際文化学部安井三吉研究室共同主催の「王敬祥関係文書」デジタル化事業に協力した。）（→中国語訳：董群廉主編、王柏林・蔣海波編『王敬祥関係档案選録』金門：金門県政府、2011年8月）
- 安井三吉編『神戸華僑歴史博物館所蔵図書・定期刊行物目録（初稿）2005』2005年2月
- 安井三吉編『神戸華僑歴史博物館所蔵図書・定期刊行物目録（第2稿）2006』2006年3月
- 安井三吉編『神戸華僑歴史博物館所蔵図書・定期刊行物目録2007』2007年3月
- 安井三吉編『陳徳仁コレクション（文書）（初稿）』2007年3月
- 安井三吉編『石嘉成コレクション（文書）（初稿）』2007年3月
- 『シンポジウム　神戸華僑の口述記録を残す為に～その意味と方法～　記録集』2007年3月
- 神阪京華僑口述記録研究会編『シンポジウム　神阪京華僑口述記録の意義と方法（記録集No.2）』2008年7月
- 神阪京華僑口述記録研究会編『シンポジウム　神阪京華僑口述記録の意義と方法（記録集No.3）』2009年9月
- 神戸華僑歴史博物館編『神戸華僑歴史博物館創設30周年記念誌（1979～2009）』2009年10月
- 神戸華僑華人研究会編『神戸華僑歴史博物館創設30周年記念ワークショップ「日本華僑華人関係資料の収集・整理・保存・公開」報告書』2009年12月
- 安井三吉編『游仲勲コレクション』2009年12月
- 陳來幸編、安井三吉協力『蔡宗傑コレクション（図書・文書）』2013年3月
- 呉宏明・髙橋晋一編著『南京町と神戸華僑』京都：松籟社、2015年9月（ISBN：9784879843388）（→注釈：本書は神阪京華僑口述記録研究会が中心となり編まれた。）
- 戦後神戸華僑関係資料を読む会編『読資会報告書1　戦後神戸華僑史の研究』2018年6月、同年7月一部補訂版
- 戦後神戸華僑関係資料を読む会編『読資会報告書2　大戦直後の兵庫県在住中国人名簿』2018年11月
- 安井三吉編『雑誌『華僑文化』（1948-1954）執筆者名索引』2019年7月
- 神戸華僑歴史博物館編『神戸華僑歴史博物館創設40周年記念誌（1979～2019年）』2020年3月
- 蔣海波編著『張友深関係文書――近代大阪華僑史料集』2020年11月
- 神阪京華僑口述記録研究会編『関西華僑の生活史』京都：松籟社、2024年3月（ISBN：9784879844521）
- 陳舜臣生誕100年記念実行委員会編『陳舜臣さんが語りかけるもの』神戸：移情閣（孫文記念館）友の会・神戸華僑華人研究会・神戸華僑歴史博物館、2024年4月
- 館報『神戸華僑歴史博物館通信』（2003年～、年2回発行、ISSN：2433-3816）
- 神阪京華僑口述記録研究会編『聞き書き・関西華僑のライフヒストリー』（2008年～、年1回出版、ISSN：1883-3810）

## 関連団体
- 神戸中華総商会
- 神戸華僑華人研究会
- 神阪京華僑口述記録研究会
- 孫文研究会
- 孫文記念館
- 南京町
- 海岸通
- 乙仲通
- 兵庫県博物館協会
- 全国歴史民俗系博物館協議会